# Радостная весть
«Ра́достная весть» (от греч. εὐαγγέλιον) — один из современных русских переводов Нового Завета.

## Перевод В. Н. Кузнецовой
В середине 1980-х годов (1985) по благословению и при непосредственном участии протоиерея Александра Меня Валентина Кузнецова начала работу над переводом Нового Завета. Перевод издавали отдельными частями:
- Канонические Евангелия // М.: «Наука», 1993.
- Послание к римлянам апостола Павла. Новый перевод с греческого В. Н. Кузнецовой / М.: Общедоступный православный университет, основанный протоиереем Александром Менем, 1993.
- Письма Апостола Павла // М.: Общедоступный православный университет, Фонд Александра Меня, 1998.
- Евангелист Лука. Радостная Весть. Деяния Апостолов // М.: Общедоступный православный университет, Фонд Александра Меня, 1998.
- Евангелист Иоанн Радостная Весть. Деяния Апостолов // М.: Общедоступный православный университет, Фонд Александра Меня, 1999.
- Письмо евреям. Письма Иакова, Петра, Иуды // М.: Общедоступный православный университет, 2001.
- Евангелист Матфей Радостная Весть // М.: Общедоступный православный университет, 2001

(Евангелие от Марка отдельно не издавали, но его текст вошёл в комментарий: В. Н. Кузнецова. Евангелие от Марка. Комментарий // М.: Общедоступный православный университет, 2001).
Перевод был сделан с текста древнегреческого оригинала, представленного в издании, которое ряд учёных считает наиболее авторитетным The Greek New Testament.
Авторские права на текст принадлежат Российскому библейскому обществу (РБО) (начиная с издания 1998 года).

## Особенности перевода
Слово «раб» из Синодального перевода заменено на «слуга» и «служитель» (Отк. 1:1), «волхвы» — на «звездочёты» (Мф. 2:1), «смоквы» — на «инжир» (Мф. 7:16), «блудница» — на «шлюха» (Отк. 17:1), «блудодействовали» — на «развратничали» (Отк. 17:2), «Агнец» — на «Ягнёнок» (Отк. 17:14), «чародеи» — на «колдуны» (Отк. 22:15), «благодать» — на «милость» (Отк. 22:21), «Евангелие» — на «Радостную Весть» (Гал. 1:11), «воскресить» — на «поднять» (Гал. 1:1), «прельстить» — на «сглазить» (Гал. 3:1), «обольстить» — на «дурачить» (Гал. 6:13), «крестил» — на «омывал» (Деян. 1:5).

## Редакция Российского библейского общества
Такое же название получила переработанная версия перевода В. Кузнецовой, издаваемая РБО без указания переводчика (имя переводчика не указывалось до выхода в свет издания «Библии в современном русском переводе РБО», включившей в себя «Радостную весть», она поступила в продажу 1 июля 2011 года. В предисловии к данному переводу Библии указаны имена переводчиков).
РБО включилось в работу над переводом с 1995 года. В научно-редакционную комиссию издания вошли А. А. Руденко, И. С. Козырев, игумен Иннокентий (Павлов), С. В. Тищенко, Э. Г. Юнц. Литературное редактирование осуществляла Ц. Г. Гурвиц. Научный консультант со стороны Объединённых библейских обществ — Дэвид Кларк (David Clark).
Участники проекта руководствовались принципами перевода, разработанными в 1940-е годы Юджином Найдой. Согласно этим принципам, перевод должен точно передавать смысл оригинала, а не следовать буквально иноязычному тексту.
Среди специалистов, выступавших рецензентами и консультантами, были, в частности: Сергей Аверинцев, А. А. Алексеев, о. Александр Борисов, А. Э. Графов, М. П. Кулаков, И. А. Левинская, Е. Б. Рашковский, М. Г. Селезнёв, Г. А. Сергиенко, Наталья Трауберг, А. Л. Хосроев, о. Георгий Чистяков, игумен Иларион (Алфеев).
Перевод сделан с научного издания The Greek New Testament. Ed. by B. Aland, K. Aland, J. Karavidopulos, C. M. Martini, and B. Metzger. Stuttgart, 1993. При этом использовали наиболее авторитетные экзегетические и текстологические комментарии к книгам Нового Завета и учитывали опыт Good News Bible, New International Version, New Jerusalem Bible, Revised English Bible, New Living Translation, Die Bibel in heutigem Deutsch, Santa Biblia, Biblia. Dios Habla hoy.
Текст Писания сопровождает комментарий, объясняющий текстологические решения переводчиков, а также наиболее важные культурные и исторические реалии времён создания текстов, входящих в Новый Завет.
В четвёртом издании (2011 год) текст был приближен к ставшему традиционным Синодальному переводу (1876). Это отразилось, в частности, на заглавиях («Новый Завет» вместо «Радостная Весть», «Евангелие от Матфея» вместо «Евангелист Матфей. Радостная весть»), пунктуации (прямая речь в кавычках, как в Синодальном переводе, вместо оформления её в более раннем издании при помощи тире). Согласно сайту РБО в текст было внесено 320 поправок.